# 国際連合安全保障理事会決議2722
国際連合安全保障理事会決議2722（こくさいれんごうあんぜんほしょうりじかいけつぎ2722、英: United Nations Security Council Resolution 2722）は、2024年1月10日に国際連合安全保障理事会で採択された決議である。
安保理は、フーシに対して、商船への攻撃を止めるように求めている。
賛成11、反対0で採択。アルジェリア、中国、モザンビーク、ロシアが棄権した。